# Gaumont Animation
Gaumont Animation (anciennement Alphanim et Gaumont-Alphanim) est le studio d’animation du Groupe Gaumont.

## Historique
Gaumont Animation est un studio d’animation créé en 1997 sous le nom Alphanim, puis racheté par le Groupe Gaumont en décembre 2007.
Il développe, produit et distribue depuis plus de 20 ans des séries d’animation françaises en partenariat avec la plupart des acteurs européens et internationaux du secteur.
Primé Meilleur Producteur Européen au Cartoon Movie 2007, il est aussi un des premiers producteurs français en volume et parts de marché et produit 2 à 3 nouvelles séries chaque année. Gaumont Animation dispose d’un catalogue de plus de 40 séries et de 1000 demi-heures d’animation jeunesse diffusé dans plus de 130 pays.
Ses séries phares sont Furiki (52 x 13 min), Belle et Sébastien (52 × 13 min), Trulli Tales (52 × 13 min), Oui Oui, Enquêtes au Pays des jouets (104 × 13 min), Mon pote le fantôme (52 × 13 min), Calimero (104 × 13 min), Lanfeust Quest (26 × 26 min), Galactik Football (78 × 26 min), Robotboy (104 × 13 min) et L'Apprenti Père Noël (52 × 13 min et 2 longs métrages distribués par Gaumont).

## Filmographie

### Séries télévisées
- Bêtes à craquer (1998) avec Cinar Corp.
- Les Baskerville (1999) avec Cinar Production Inc. et France 2
- Redwall (1999) avec Nelvana Limited, France 2 et France 3.
- Ripley : Les Aventuriers de l'étrange (1999) avec Cookie Jar
- Mona le vampire
  - Série 1 (épisodes 1 à 52) avec CINAR, France 3 et Canal J (1999)
  - Série 2 (épisodes 53 à 78) avec CINAR et France 3 (2001)
  - Série 3 (épisodes 79 à 100) avec CINAR, TiJi et Agogo Media (2002)
  - Série 4 (épisodes 100 à 130) avec CINAR et TiJi (2003)
- Cosmic Cowboys (2001) avec France 3, Tooncan et Europool
- Canards extrêmes
  - Épisodes 1 à 40 avec France 3 (2001)
  - Épisodes 41 à 78 avec France 3 et Tooncan Productions, Inc. (2002)
- Allô la Terre, ici les Martin (2002) avec Canal+ et Tooncan
- Patates & Dragons (2003) avec Canal J, Cookie Jar et Europool
- Ralf le rat record (2003) avec Ocean Sound Studios Ltd. et Canal J
- Creepschool (2004) avec Happy Life, Alphanim, Cinar Corporation et France 3
- Woofy (2004) avec Tooncan et France 5
- Delta State (2004) avec France 2, Nelvana Limited et Deltanim Productions Inc.
- La cuisine est un jeu d'enfants (2005) avec CCA et TiJi.
- Zombie Hôtel (2005) avec Telegael, Magma et Canal J
- Franklin (1997-2002) avec Nelvana Limited et TF1.
- Robotboy (2005) avec France 3
- L'Apprenti Père Noël (2006) avec France 5 et Europool
- Galactik Football (2006) avec France 2
- Zap Collège (2007)
- Hairy Scary (2008) avec Europool et Super RTL
- Matt et les Monstres (2008) avec RAI et Lanterna Magica
- Gawayn (2008-2012)
  - Série 1 (1998) avec Mondo TV, France 3, RAI, RTBF, TSR
  - Série 2 (2012) avec Muse Entertainment
- Mouss & Boubidi (2009) avec Oasis Animation et France 3
- Les Mystères d'Alfred (2009) avec Muse Entertainment et France Télévisions
- Henri, le chat noir (2009) avec Muse Entertainment, Mondo TV, FremantleMedia International, The Walt Disney Company France, Europool, RAI, RTBF, TSR et France Télévisions
- Les Blagues de Toto (2010)
- La Petite Géante (2010)
- Les Sauvenature (2011)
- Pok et Mok (2011-2012) avec Vivement lundi !
- Mon pote le fantôme (2013) avec The Walt Disney Company Ltd
- Lanfeust Quest (2013)
- Calimero, Série 3 (2013) avec Studio Campedlli, TV Tokyo, Kondasha, Calidra et Pagot
- Bienvenue à Bric à Broc (2014) avec Vivement lundi !
- Belle et Sébastien (2016) avec Groupe PVP
- Trulli Tales (2015) avec Congedo, Fandago et Groupe PVP
- F is For Family (2015-2021)
- Furiki (2018)
- Oui Oui, enquêtes au pays de jouets (2017-2019) avec Classic Media Distribution Ltd et DreamWorks Animation Television
- Bionic Max (2021)
- Do, Re & Mi (2022)
- Samurai Rabbit: The Usagi Chronicles (en) (2022)
- Eau-Paisible (2022)

### Longs-métrages
- Franklin et le Trésor du lac (2006) avec Nelvana Limited, Studio Canal, Europool
- Kérity, la maison des contes (2009) avec La Fabrique, Lanterna Magica
- L'Apprenti Père Noël (2010), produit par Gaumont-Alphanim, Avrill Stark Entertianment, The Cartoon Saloon
- L'Apprenti Père Noël et le Flocon magique (2013), produit par Gaumont Animation